# Comalcalco
Comalcalco ist eine im mexikanischen Bundesstaat Tabasco gelegene Stadt mit etwa 40.000 Einwohnern. Der Name bedeutet so viel wie „Im Haus der Comales“ („Comal“ ist eine Tortilla-Pfanne). Comalcalco ist Verwaltungssitz (cabecera) des Municipio Comalcalco. In der Nähe befindet sich die gleichnamige archäologische Stätte Comalcalco, die westlichste Tempelanlage der Maya-Kultur.

## Lage und Klima
Comalcalco liegt am oft trockenfallenden Río Seco ca. 20 km (Luftlinie) südlich der Südküste des Golfs von Mexiko in einer Höhe von etwa 12 m. Die archäologische Ausgrabungsstätte von Comalcalco befindet sich ca. 3,5 km nordöstlich des Stadtzentrums. Villahermosa, die Hauptstadt von Tabasco, ist ca. 55 km in südöstlicher Richtung entfernt. Das Klima ist feucht und schwül; der reichliche Regen (ca. 1300 mm/Jahr) fällt überwiegend im Sommerhalbjahr.

## Bevölkerung
| Jahr      | 2000   | 2020   |
| Einwohner | 37.991 | 43.035 |

Die Bevölkerung ist größtenteils maya-stämmig. Andererseits sind in den letzten Jahrzehnten des 20. Jahrhunderts zahlreiche Neusiedler aus anderen Regionen Mexikos zugewandert. Umgangssprachen sind in der Hauptsache Nahuatl und Spanisch.

## Wirtschaft
Die Region um Comalcalco ist in hohem Maße landwirtschaftlich geprägt; angebaut werden Mais, Zuckerrohr, Bohnen, Kokos und Papaya; daneben ist die Region Comalcalco der größte Kakaoproduzent Mexikos. Auch die Viehzucht spielt eine bedeutende Rolle. Die Stadt selbst bietet die notwendige Infrastruktur (Geschäfte, Banken, Schulen, Krankenhäuser etc.).

## Geschichte
Die alte Maya-Stadt erlebte ihre Blütezeit vom 6. bis 9. Jahrhundert. Die heutige Stadt entstand erst in der ersten Hälfte des 19. Jahrhunderts, wuchs aber erst in der zweiten Hälfte des 20. Jahrhunderts zu ihrer heutigen Größe heran.

## Sehenswürdigkeiten
- Die Straßen im Zentrum der Stadt sind zumeist rechtwinklig angelegt; an der zentralen Plaza Mayor stehen Kirche und Rathaus.
- Die zweitürmige Iglesia San Isidro ist ein Bau des beginnenden 20. Jahrhunderts; die seitlichen Glockentürme enden in Laternen. Das Innere der Kirche ist dreischiffig.

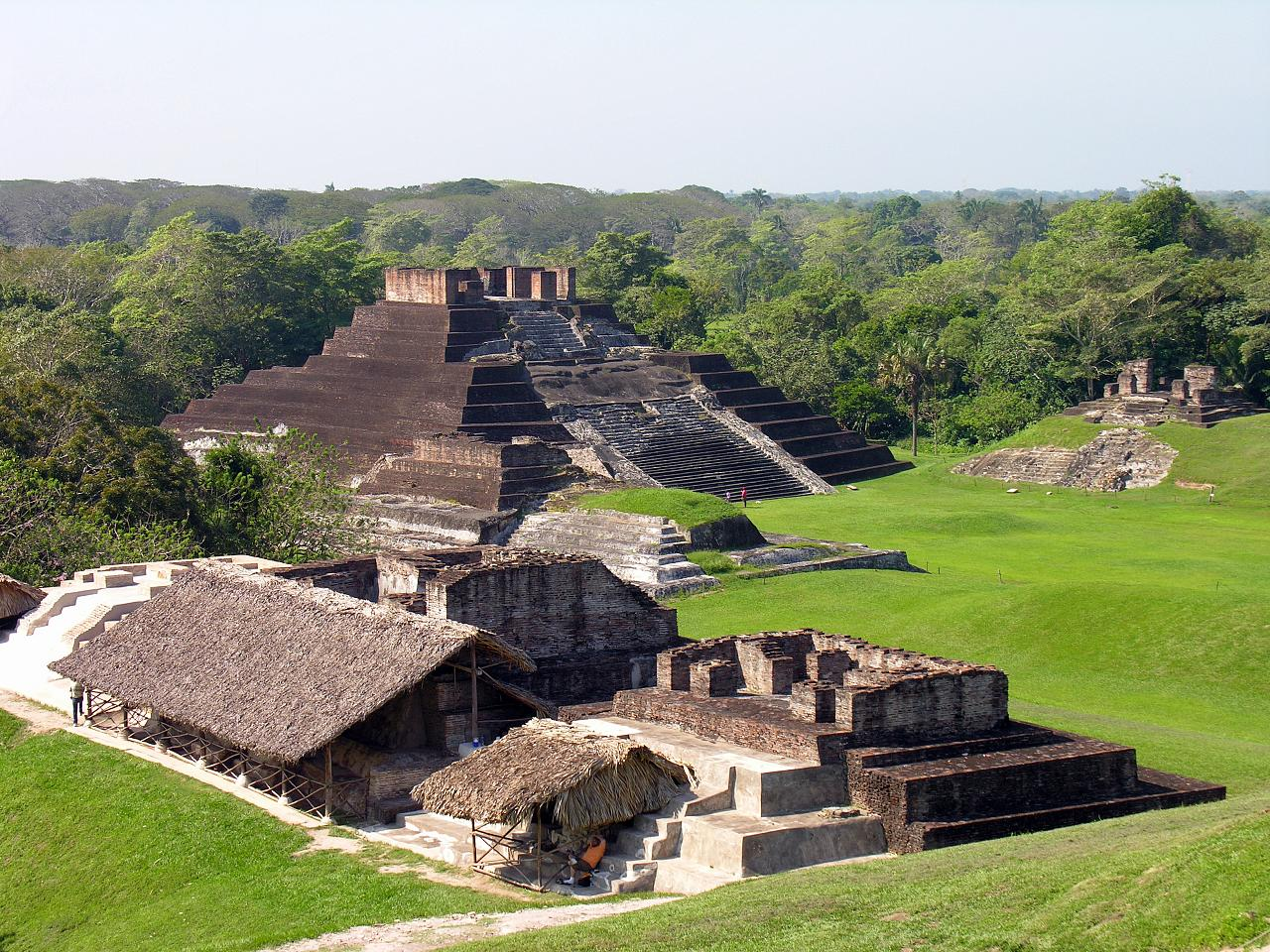
Comalcalco – Maya-Stadt

Umgebung
- Die etwa 3,5 km nordöstlich liegende archäologische Stätte von Comalcalco ist in ganz Mesoamerika einzigartig: Aus Mangel an Kalkstein, dem sonst in der Region üblichen Baumaterial, wurden viele Bauten aus gebrannten Ziegelsteinen errichtet, die von einem Mörtel aus kalkhaltigen gestampften Austernschalen zusammengehalten werden. Viele Ziegel sind kunstvoll mit menschlichen und tierischen Figuren verziert. Die Bauten stammen hauptsächlich aus der Maya-Spätklassik von 700 bis 900 n. Chr. Tempel sind nur in Ansätzen erhalten. Die bedeutendsten Bauten sind die nördliche Plaza sowie die Pyramiden Gran Acropolis und Acropolis Este.
- Beim Eingang zur Maya-Stätte befindet sich ein archäologisches Museum.[3]